# 津和野踊り
津和野踊り（つわのおどり）は、島根県津和野町に伝わる盆踊りで、室町時代からの古い形を残す念仏踊りの一種。黒い覆面と白いはちまき、白い長振袖という独特の衣装で踊る。初代津和野藩主の父、亀井茲矩が敵城攻略のために編み出した所作や衣装が起源とされ、約400年前から城下町で盆踊りとして踊られるようになった。島根県の無形民俗文化財に指定されている。

## 概要
津和野踊りは、毎年8月10日の新丁通りで行われる「柳まいり」から始まり、同月15日に城下町中心部の殿町で行われる盆踊り大会をメインとする。この期間には町内各地域の盆踊りの会で踊られている。
因幡国の鹿野城主だった亀井政矩が元和3年（1617年）に津和野城主に移封されたと同時に伝来した踊りであり、以来津和野で盆踊りとして定着し、400年以上踊り継がれてきた。頭には黒い覆面を被りその上に鉢巻を巻いてうちわを指す、そして首から下には白い振袖と紺色の股引きという特徴的な扮装をして踊ることで有名。
衣装を着た踊り子は殿町通りに沿って楕円形で一重の輪を作り、時計回りに進行して踊っていく。
津和野町出身の森鷗外の『ヰタ・セクスアリス』には、津和野踊りの記述がある。

### 名称・表記について
本項では「津和野踊り」として表記しているが、津和野踊りの名称・表記については、揺れがある。踊りの名称については「津和野踊り」、「津和野盆踊り」、「津和野踊」が用いられる。例えば団体の名称には、「津和野盆踊り保存会」と「津和野踊保持者会」がある。1962年（昭和37年）に島根県無形民格文化財に指定された際の名称は「津和野踊」となっている。津和野町内での「津和野盆通り」と「津和野盆踊り保存会」を正式名称として使用してきており、会則や提灯にもそのように表記している。

## 歴史
津和野踊りは、元和3年（1617年）、鹿野城主（現在の鳥取県）であった亀井が、津和野に入封したと同時に津和野地方に伝わったとされている。その由来として、『津和野町史』第一 - 三巻の編著者である郷土史家・沖本常吉が次のように述べている。
この踊りが、亀井玆矩の嫡子で亀井家二代の政矩の津和野入封と同時に津和野に伝わったとされている。以来津和野地方では各地で踊り継がれ、亀井氏津和野入封から400年目（同時に津和野踊り伝来400年目）を迎えた2017年（平成29年）には、「津和野踊り伝来400年記念大会」を開催し、例年の約3、4倍の踊り手が集まった。

## 衣装
矢冨巌夫『鷺舞と津和野踊り』によると、城郭乗取りのために武士に着せていた武具に由来する。
頭は黒い覆面を被った上から白鉢巻を巻き、鉢巻の左に団扇をさす。着物は白の長振袖に角帯をしめて、着物の後ろの裾をまくって帯にはさみこむ尻からげをする。着物の下には紺の股引に白足袋を履き、黒の鼻緒の雪駄を履く。
現在は踊り手全員の衣装が統一されているが、『鷺舞と津和野踊り』が書かれた1973年（昭和48年）当時の衣装は男女に分かれ、以下のとおりであった。
男性
地上に届く程の長袖をつけた白地の浴衣に黒の帯を締めて尻からげをし、黒のももひきに白足袋を身につける。黒の鼻緒の雪駄をはく。頭に黒の御高祖頭巾を被った上に白鉢巻を結び、右側の頭部に団扇をはさむ。
女性
胸高に結んだあでやかな太鼓帯を締めて白足袋と裾からは真紅の蹴出しを見せる。黒緒の下駄をはく。頭に黒の御高祖頭巾を深目に被った上に、団扇を結んだ白鉢巻をする。
また黒のももひきについては、木村晩翠『随筆　石見物語』の記述によると、1928年（昭和3年）には衣装に含まれていなかった。

## 振り付け
所作はゆっくりしたテンポで行われる。
一重の輪になって進行方向へ時計回りになって五歩進み、まわって左右を交差し、左、右、左と三回まわる。三回拍手して前に一歩、後に二歩ふみ出し、大きく足をふみかえ、くるりとまわり手を流して終わる。この踊りをくりかえす。
手の動きに特徴があり、動いている時は必ず手を下向きに開くか、外側に向けている。手の動きが止まった時は必ず握ることになるが、いきなり握るのではなく、手が止まりかけた時、自然に握り、動きはじめると、その瞬間にぱっと外に向って開く。

## 楽曲

### 演奏者
津和野踊りの囃子（演奏）を担当する人々は地方（）と呼ばれる。三味線を弾きながら歌う人が5 - 6人、横笛が1 - 2人、大太鼓が1人の構成である。哀愁のある旋律と重くゆったりとしたリズムが特徴的である。現在は8月15日の殿町盆踊りの時にのみ生演奏で奏でられる。

### 歌詞
歌詞の形式は、「七七、七七、七五」の四十字型である。津和野踊りの歌詞の数について数種の書籍等によって五十近くが確認できる。現在の地方の演奏では、次の三つを繰り返し歌う。